# Myologie
La myologie est une partie de l'anatomie qui traite des muscles, mais aussi la science qui traite du fonctionnement musculaire : muscle malade (maladies neuro-musculaires, myopathies), muscle vieillissant, muscle accidenté, muscle sportif etc.
Il y a trois types de muscles : les muscles striés squelettiques, le muscle strié cardiaque et les muscles lisses.

## Les différentes formes de muscles striés du corps humain
- Muscle creux :
  - Le cœur
- Muscle bicipital :
  - Le muscle biceps brachial
  - Le muscle biceps fémoral
- Muscle tricipital :
  - Le muscle triceps brachial
  - Le muscle triceps sural
- Muscle quadricipital :
  - Le muscle quadriceps fémoral
- Muscle à plusieurs ventres :
  - Les abdominaux
- Muscle plat :
  - Le muscle dentelé antérieur
- Muscle digastrique :
  - Le muscle digastrique
- Muscle en anneau :
  - Le sphincter anal
  - L'orbiculaire de la bouche

## Qualité fonctionnelle des muscles
Selon leur fonction, on distingue :
- le muscle fléchisseur rapproche les éléments entre eux (exemple : la flexion du coude rapproche l'avant-bras du bras)
- le muscle extenseur éloigne les éléments par opposition au précédent (exemple : l'extension du genou éloigne le pied de la cuisse)
- le muscle pronateur fait pivoter pour ramener les éléments extérieurs vers l'intérieur (exemple : la pronation de l'avant-bras rapproche le pouce de la ligne médiale)
- le muscle supinateur fait pivoter pour éloigner les éléments extérieur de l'intérieur
- le muscle adducteur rapproche les structures anatomiques de la ligne médiale (exemple : l'adduction des cuisses permet de croiser les jambes)
- le muscle abducteur éloigne les structures anatomiques de la ligne médiale (exemple : l'abduction permet de lever les bras pour fêter la victoire)
- Le muscle rotateur fait pivoter les éléments de l'articulation autour de l'axe de celle-ci (exemple: le grand fessier qui fait tourner le fémur dans l'os coxal)
- le sphincter permet la fermeture ou l'ouverture d'un orifice (exemple : le sphincter œsophagien inférieur permet le passage du bol alimentaire dans l'estomac et l'empêche de remonter)

Les muscles cumulent généralement plusieurs fonctions (exemple : flexion et pronation du coude par le muscle rond pronateur) sans pouvoir avoir deux fonctions opposées. Même le sphincter n'a que le pouvoir de fermer l'orifice, et l'arrêt de contraction ouvre l'orifice. Chaque muscle possède généralement un muscle antagoniste qui agit dans le sens opposé. (exemple : les muscle biceps brachial et muscle triceps brachial qui s'opposent pour la flexion / extension du coude). Les muscles antagonistes fonctionnent ensemble. Pour que l'un fléchisse, son antagoniste extenseur doit le laisser faire, sinon il n'y a pas de mouvements.

## Muscles du corps humain (myologie topographique)
Le corps humain possède environ 600 muscles dont 570 muscles striés squelettiques (par opposition au myocarde).

## Revue
Il existe en france :
- un institut de myologie basé à la Pitié-Salpêtrière à Paris qui produit de la recherche, des enseignement, dispose d'un service de neuro-myologie pour adultes[2] ;
- une revue scientifique destinée aux professionnels de la myologie, Les Cahiers de myologie, consacrée aux « tissus musculaires squelettique, lisse et cardiaque, dans leurs aspects biologiques et physiologiques fondamentaux, et dans leurs différents états pathologiques, humains comme expérimentaux. Des cas cliniques y sont également décrits »[3].